# Edith Bamford
Edith E. Bamford est une biologiste britannique du début du XXe siècle qui a publié de nombreux articles sur les cnidaires et qui est à l'origine de la découverte de nombreuses nouvelles espèces. 

## Biographie
Elle fait une partie de sa carrière en tant que chercheuse au Newnham College à Cambridge.